# L'Aura
L'Aura, egentligen Laura Abela, född 13 augusti 1984 i Brescia, Italien, är en italiensk sångerska och låtskrivare.

## Diskografi

### Album
| År   | Album                | ITA | Sålda ex |
| ---- | -------------------- | --- | -------- |
| 2005 | Okumuki              |     |          |
| 2006 | Okumuki (re-release) | 23  | 50,000   |
| 2007 | Demian               | 31  |          |
| 2008 | L'Aura               | 38  |          |

### Singlar
| År   | Titel              | Listplaceringar | Listplaceringar | Album   |
| År   | Titel              | ITA             | EUR             | Album   |
| ---- | ------------------ | --------------- | --------------- | ------- |
| 2005 | "Radio Star"       | 34              | -               | Okumuki |
| 2005 | "Today"            | 21              | 82              | Okumuki |
| 2005 | "Una Favola"       | 33              | -               | Okumuki |
| 2006 | "Irraggiungibile"  | 17              | 81              | Okumuki |
| 2006 | "Domani"           | -               | -               | Okumuki |
| 2007 | "Non è una Favola" | 21              | -               | Demian  |
| 2007 | "E' per te"        | -               | -               | Demian  |
| 2008 | "Basta!"           | 34              | 178             | L'Aura  |